# ITA National Intercollegiate Indoor Championships 2016
Bei den USTA/ITA National Intercollegiate Indoor Championships wurden 2016 zum 38. und letzten Mal die Hallenmeister im US-amerikanischen College Tennis im Einzel und Doppel ermittelt. Gespielt wurde vom 3. bis zum 6. November im USTA Billie Jean King National Tennis Center in Flushing, New York.

## Herreneinzel

### Setzliste
| Nr. | Spieler              | Erreichte Runde |
| --- | -------------------- | --------------- |
| 01. | Mikael Torpegaard    | Finale          |
| 02. | Thai-Son Kwiatkowski | 2. Runde        |
| 03. | Petros Chrysochos    | Viertelfinale   |
| 04. | Nuno Borges          | Halbfinale      |

| Nr. | Spieler            | Erreichte Runde |
| --- | ------------------ | --------------- |
| 05. | Alfredo Pérez      | 1. Runde        |
| 06. | Yuya Itō           | 1. Runde        |
| 07. | Michael Redlicki   | Sieg            |
| 08. | Arthur Rinderknech | 2. Runde        |

## Herrendoppel

### Setzliste
| Nr. | Paarung                             | Erreichte Runde |
| --- | ----------------------------------- | --------------- |
| 01. | Filip Bergevi Florian Lakat         | 2. Runde        |
| 02. | Skander Mansouri Christian Seraphim | Sieg            |
| 03. | Tommy Bennett David Warren          | 2. Runde        |
| 04. | Julian Cash Arjun Kadhe             | 2. Runde        |

## Dameneinzel
| Nr. | Spieler              | Erreichte Runde |
| --- | -------------------- | --------------- |
| 01. | Francesca Di Lorenzo | Sieg            |
| 02. | Ena Shibahara        | 2. Runde        |
| 03. | Luisa Stefani        | 2. Runde        |
| 04. | Hayley Carter        | Finale          |

| Nr. | Spieler         | Erreichte Runde |
| --- | --------------- | --------------- |
| 05. | Astra Sharma    | Halbfinale      |
| 06. | Sara Daavettila | 1. Runde        |
| 07. | Sinéad Lohan    | 1. Runde        |
| 08. | Jessie Aney     | 2. Runde        |

## Damendoppel
| Nr. | Paarung                               | Erreichte Runde |
| --- | ------------------------------------- | --------------- |
| 01. | Hayley Carter Jessie Aney             | Viertelfinale   |
| 02. | Jean Runglerdkriangkrai Luisa Stefani | 2. Runde        |
| 03. | Maegan Manasse Denise Starr           | 2. Runde        |
| 04. | Mayar Ahmed Christine Maddox          | Viertelfinale   |